# Marvel vs. Capcom Origins
Marvel vs. Capcom Origins est un jeu vidéo de combat développé par Iron Galaxy Studios et édité par Capcom, sorti en 2012 sur PlayStation 3 et Xbox 360. Il s'agit d'une compilation comprenant deux opus de la série Marvel vs. Capcom: Marvel Super Heroes et Marvel vs. Capcom: Clash of Super Heroes.

## Système de jeu
Marvel vs. Capcom Origins ajoute au jeu de base un mode en ligne, où il sera possible de choisir plusieurs filtres pour affiner les résultats de recherche, comme le seuil de ping ou les préférences régionales. Afin d'optimiser le jeu en ligne, l'infrastructure utilise le GGPO. Il est aussi possible de sauvegarder les replays de combats, d'assister à un combat en mode "spectateur" et de créer des lobbies pouvant accueillir jusqu'à 8 joueurs.
Marvel vs. Capcom Origins propose le lissage des pixels et le recadrage de l'écran en option. Un système de défi est présent, demandant au joueur d'effectuer certaines actions. Ils permettent, une fois réussis, de débloquer des bonus, tels que des artworks, des cinématiques ou des personnages.

## Développement
Annoncé par Capcom le 5 juillet 2012, Marvel vs. Capcom Origins a été développé dans le même cadre que Street Fighter III: 3rd Strike - Online Edition (utilisation du GGPO dans le mode en ligne, et options de résolution). Derek Neal, producteur de Iron Galaxy Studios, dit avoir utilisé les ROM des jeux originaux, afin de préserver l'équilibrage du jeu.
À la suite de l'expiration de ses contrats de licences avec Marvel Comics, Capcom a du retirer ses jeux sous licence Marvel de la vente. Cela comprenait Marvel vs. Capcom 2: New Age of Heroes, Marvel vs. Capcom 3: Fate of Two Worlds, Ultimate Marvel vs. Capcom 3 et Marvel vs. Capcom Origins. Ce dernier est resté disponible jusqu'au 23 décembre 2014 sur le PlayStation Network, et jusqu'au 31 décembre 2014 sur le Xbox Live Arcade.